# Illuminae
Illuminae (The Illuminae Files) est une série de livres jeunesse (catégorie jeune adulte) de type science-fiction/space opera écrite par les écrivains australiens Amie Kaufman et Jay Kristoff. 
Les droits de traduction du premier tome ont été vendus dans plus de quinze pays. Les droits d'adaptation de la série au cinéma ont été acquis par Plan B.

## Forme
La série Illuminae est un roman rédigé sous forme de dossier, composé de divers fichiers récupérés par le groupe Illuminae sur des serveurs informatiques. On y trouve donc des e-mails, des extraits de journal intime, des conversations par messagerie instantanée, mais aussi des schémas, des plans, des dessins...

## Version française
En France, la série est publiée par Casterman Jeunesse et traduite par Corinne Daniellot. 

### Tome 1:Dossier Alexander
Date de publication : 14 septembre 2016. 607 pages. 

### Tome 2:Dossier Gemina
Date de publication : 21 juin 2017. 670 pages.

### Tome 3:Dossier Obsidio
Date de publication : 14 juin 2018 . 650 pages.

## Version originale
Le premier tome, Illuminae, a été publié dans sa version originale en octobre 2015 (éditeur : Knopf Books for Young Readers) ; le deuxième, Gemina, est paru en octobre 2016. Le troisième tome, Obsidio, est sorti en mars 2018.

## Récompenses
- Aux États-Unis, la version originale du premier tome a figuré six semaines dans la liste des best-sellers du New York Times. Il a remporté:
  - Le prix Aurealis du meilleur roman de science-fiction (2015)[4]
  - Le prix de l'Australian Book Industry du livre de l'année dans la catégorie fiction adolescents (2016)[5]
  - Le prix du choix du public aux Australian Book Industry Awards du livre de l'année dans la catégorie fiction adolescents (2016)[6]
  - Le Gold Inky Award du meilleur livre de l'année (2016)[7]

La version originale du deuxième tome (Gemina) a remporté le prix Aurealis du meilleur roman de science-fiction (2016)